# Chiropterotriton lavae
Chiropterotriton lavae es una especie de salamandra en la familia Plethodontidae.
Es endémica de México.
Its natural habitats are los montanos húmedos tropicales o subtropicales y las zonas previamente boscosas ahora muy degradadas.
Está amenazada de extinción debido a la destrucción de su hábitat .